# Irina Jarovaja

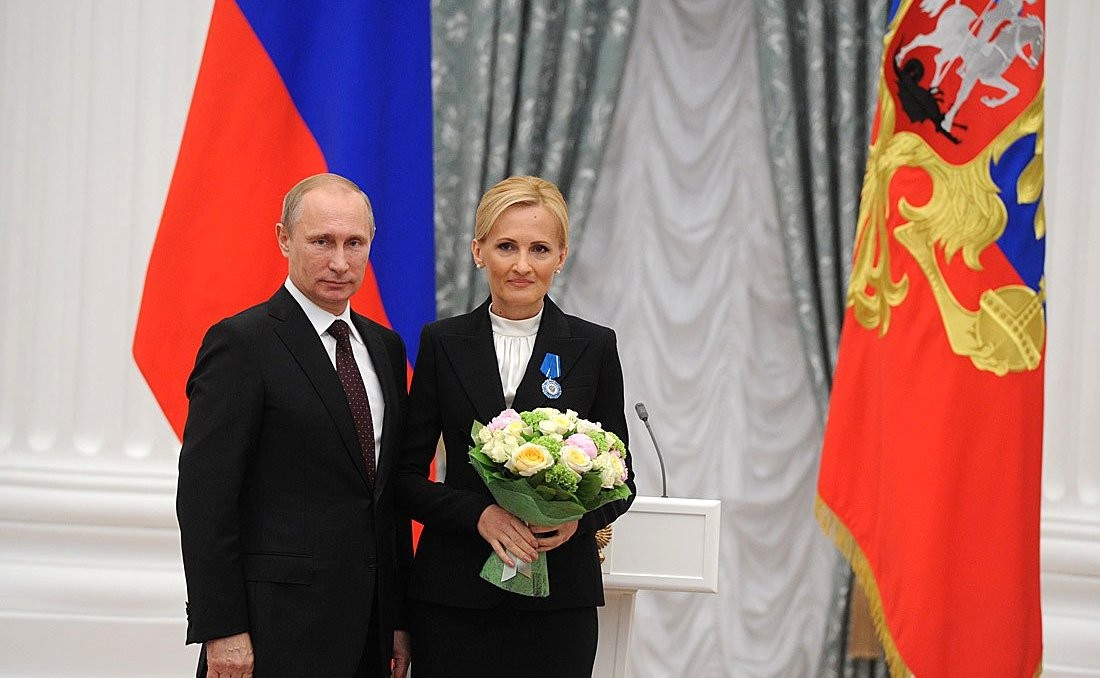
Irina Jarovaja tillsammans med Vladimir Putin 2014

Irina Anatoljevna Jarovaja (ryska: Ири́на Анато́льевна Ярова́я), född Tjernjakovskaja 17 oktober 1966 i Makijivka i Donetsk oblast, Ukrainska SSR i Sovjetunionen, är en rysk jurist och politiker.
Hon växte upp i Donetsk oblast och flyttade i sen tonålder med sin familj till Petropavlovsk-Kamtjatskij i Kamtjatka kraj. Hon studerade juridik per korrespondens på Sovjetunionens Korrespondensinstitut, senare på Fjärran Österns statliga universitet, och arbetade parallellt på ett tekniskt forskningsinstitut. Hon utexaminerades 1988 och arbetade 1988–1997 på åklagarmyndigheten i Kamtjatka-regionen.
Hon var 1997–2007 medlem i partiet Jabloko och företräder sedan 2007 partiet Förenade Ryssland. Hon är sedan 2007 medlem av den ryska Statsduman och sedan 2016 en av dess vice talmän. Hon blev 2011 ordförande i Statsdumans kommitté för säkerhet och antikorruption.
Hon har gett namn till Jarovajalagen, en grupp lagar som antogs 2016 och utvidgade antiterroristlagen samt införde bland annat längre strafftider beträffande antiterrorism. I åtgärderna ingick också utvidgade befogenheter för antiterroristmyndigheter, krav på lagring av telefonsamtal, sms och internettrafik samt obligatorisk avkryptering.
I juli 2022 gjorde hon sig känd för att som en av två ordförande i Statsdumans undersökningskommitté ("The Parliamentary Commission on Investigation into Activities of the US biological laboratories in Ukraine") presentera preliminära resultat från kommitténs arbete, vilka på fullt allvar skulle visa att USA drogade ukrainska soldater för att de skulle bli "mördarmaskiner och drogade monster".
Hon var i första äktenskapet gift med låssmeden Oleksandr Jarovij och är i andra äktenskapet gift med företagaren Viktor Alekseenko. Han har en dotter och en son.